# Mohammed Maaroufi
Mohammed Maaroufi (ur. 1947) – marokański piłkarz grający na pozycji pomocnika.

## Kariera klubowa
Mohammed Maaroufi podczas kariery piłkarskiej występował w klubie Difaâ El Jadida.

## Kariera reprezentacyjna
W reprezentacji Maroka Mohammed Maaroufi grał w latach sześćdziesiątych i siedemdziesiątych.
W 1969 roku uczestniczył w zakończonych sukcesem eliminacjach Mistrzostw Świata 1970.
W 1970 roku uczestniczył w Mistrzostwach Świata 1970.
Na Mundialu w Meksyku Maaroufi był podstawowym zawodnikiem i wystąpił we wszystkich trzech meczach Maroka z RFN, Peru i Bułgarią.